# Julie Hlavacek-Larrondo
Pour les articles homonymes, voir Larrondo.
Julie Hlavacek-Larrondo (née le 10 juillet 1986) est une astrophysicienne canadienne et professeure à l'Université de Montréal.

## Biographie
Née à Calgary, en Alberta, de père tchèque et mère chilienne, elle grandit au Québec. Elle obtient sa maîtrise en astrophysique de l'Université de Montréal en 2009, et son doctorat de l'Université de Cambridge en 2012. Elle est fellow post-doctorale (soutenue par la NASA) à l'Université Stanford entre 2012 et 2013, année où elle obtient un poste de professeure au sein du Département de physique de l'Université de Montréal. L'Université accepte qu'elle retarde d'un an son entrée en fonction pour qu'elle reste avec la NASA. Elle est présentement titulaire de la Chaire de recherche du Canada en astrophysique observationnelle des trous noirs.

## Travaux
Ses recherches portent sur l'astrophysique des hautes énergies et sur l'astrophysique extragalactique. L'objectif principal de ses travaux concerne l'impact des trous noirs supermassifs sur leur milieu environnant ainsi que de déterminer quels rôles ils peuvent jouer dans la formation et l'évolution des galaxies. Dans une étude publiée en 2018, elle démontre que les plus gros trous noirs de l’Univers grossissaient plus rapidement que leur galaxie, contrairement à ce qu’on croyait précédemment,,.

## Engagements sociaux
Julie Hlavacek-Larrondo est impliquée dans plusieurs projets visant à promouvoir la parité en sciences. En 2014, elle co-fonde le projet Parité Physique à l'Université de Montréal, dont le but est de promouvoir la diversité en physique. En 2021, Elle co-fonde l'initiative Parité Sciences qui vise à accroître le taux d’inscriptions féminines dans les programmes universitaires scientifiques partout au Québec en s'adressant aux intervenants du milieu collégial.

## Prix et distinctions
- 2017 : Concours La preuve par l'image de l'Acfas - prix du public Découverte de Radio-Canada[9]
- 2018 : Membre du Collège de nouveaux chercheurs et créateurs en art et en science[10]
- 2024 : Prix Étoile montante du FRQNT[11]
- 2024 : Médaille Herzberg décerné par Association canadienne des physiciens et physiciennes[12],[13]